# Дачу-Борзойское сельское поселение
Дачу-Борзойское се́льское поселе́ние — муниципальное образование в Шатойском районе Чечни Российской Федерации.
Административный центр — село Дачу-Борзой.

## История
Статус и границы сельского поселения установлены Законом Чеченской Республики от 20 февраля 2009 года № 12-РЗ «Об образовании муниципального образования Грозненский район и муниципальных образований, входящих в его состав, установлении их границ и наделении их соответствующим статусом муниципального района и сельского поселения».
1 января 2020 года сельское поселение передаётся из состава Грозненского района в Шатойский район.

## Население
| 2010  | 2012  | 2013  | 2014  | 2015  | 2016  | 2017  |
| ----- | ----- | ----- | ----- | ----- | ----- | ----- |
| 1791  | ↗1829 | ↗1839 | ↗1840 | ↗1876 | ↗1914 | ↗1941 |
| 2018  | 2019  | 2020  | 2021  | 2023  | 2024  |       |
| ↗1999 | ↗2043 | ↗2068 | ↗2239 | ↗2286 | ↗2303 |       |

## Состав сельского поселения
| № | Населённый пункт | Тип населённого пункта       | Население |
| - | ---------------- | ---------------------------- | --------- |
| 1 | Дачу-Борзой      | село, административный центр | ↗2303     |